# 石生系統 (卑南族)
石生系統，為台灣卑南族中的一種族群分類，以石生祖先神話為重要指標，和竹生系統並列為卑南族兩大系統。

## 特徵與分布
石生系統的部落與族人最主要的特徵是他們的造人神話以石生人為最早的祖先，雖然和竹生系統有所不同，但兩個系統都認定祖先最早的起源之地來自於巴拿巴拿樣（Panapanayan，位於知本部落南方、今太麻里鄉三和村南迴公路旁的海岸地）。此一系統的部落包括知本部落、射馬部落、大巴六九部落、初鹿部落、利嘉部落（Likavung，位於今台東縣卑南鄉）等部落，其中以知本部落最具代表性，因此知本部落經常也被做為石生系統的代稱（竹生系統則是南王部落），其中，位於最北方的初鹿部落雖然屬於石生系統之一，但其不僅神話傳說很少提到巴拿巴拿樣、連日常生活也跟魯凱族的達魯瑪克部落或布農族比較有聯繫。

## 發展與生活
石生系統的卑南族人離開起源地後，向中央山脈南端的山區發展，最後由領袖西哈西浩的帶領、在一個山崖處創建卡砦卡蘭部落（Kazekalan，位於現在知本部落後方山上），後來人口變多之後，又沿著中央山脈向北建立一系列的部落，此時為石生系統最強盛的時期。也因為發展的方向不同，石生系統的生活與在卑南平原農耕定居的竹生系統不同，是以部落為核心分散開來、以刀耕火種的輪耕和打獵的方式進行生產。

## 神話

### 說法一
過去卑南族人的祖先生活在台灣東南方、蘭嶼和綠島之間的一大片土地，但因為地殼變動，導致台灣升起、那片土地下沉到只剩兩座小島，而有五位兄弟姐妹藉由坐在米臼裡逃過一劫，他們藉由把其中兩人推上天空取代因為災變而消失的太陽（Hunin）和月亮（Vulan）後，剩下的三位漂流到了巴拿巴拿樣，他們分別是蘇嘎蘇告/索卡索高（Sukasukaw，男）、達瓦道/塔孚塔孚（Tavatav，女）和芭魯（Paluh，女）。
三兄妹在抵達台灣後，開始往北探勘居住的人類，但抵達北大武山時芭魯就累得走不動了，因此自願在當地定居，而蘇嘎蘇告和達瓦道則繼續往北走，最後又回到了巴拿巴拿樣，並且結婚生下後代，但全是蝦、魚、蟹、鳥等動物，這時太陽指示他們將鳥以外的生物放到水中，做為以後祭祀使用；鳥類則以後用來占卜，至於生下孩子的方法，則是在交合時要避免面對面，最好是在彼此之間隔一個挖洞的板子，兄妹照做之後，生下了不同顏色的石頭，石頭中又生出了變形人，並且在日後逐漸成為現代人，其中白石生出了漢人和日本人、黑石生出了各地的台灣原住民族、紅、黃、綠則生出了各種西洋人。
另外，蘇嘎蘇告也曾前往北大武山察看芭魯的狀況，並且和她同房之後，生下了排灣族的祖先。

#### 紀念
後來有族人在起源地巴拿巴拿樣建議了紀念碑和每年祭祀用的石棚。

### 說法二
上古時代，在陸浮岸（Ruvoahan，接近巴拿巴拿樣的海岸）的海中出現了一顆石頭，石頭裂開來後裡面出現了一個詭異的人影，那個人兩面都有一張臉、膝蓋上還有一雙眼睛，被稱為法伊斯（Vais），她還從右小腿裡生下了蘇嘎蘇告和達瓦道，後來不知所終。剩下的兄妹倆人結婚後，分別在起源地和北大武山生下了石頭，生出拉麗幸（Rarihin）和法沙加瀾（Vasakaran），為最早的現代人類，法沙加瀾後來前往拉麗幸那裡和她生下阿魯鄂阿戴（Arongatai，男）和法雅蓉（Vayayon，女），兩個人再結婚生下露妃露妃（Ruvi-ruvi）及妲妲（Tata）姊妹，後來露妃露妃招贅了西哈西浩（Sihasihau，阿美族）。為知本部落的祖先。
但也有說法認為，法伊斯反而才是由渡海而來的蘇嘎蘇告和達瓦道生下的石頭掉進海裡並化為泡沫後從中出生的，並且從小腿生下了拉麗幸和露妃露妃，後來拉麗幸招贅達魯瑪克部落的青年法沙加瀾，並且生下杜姑（Tuku）和西哈西浩姊弟，後來西哈西浩跟露妃露妃的孫女露妃露妃（與其祖母同名）結婚，生下卡桑拉幹（Kazanglaqan，男）、邦奧利安（Pangorian，男）、菈希菈絲（Rasiras，女），成為知本部落的頭目。

### 說法三
石生系統的始祖分別叫做楞楞岸（Remreman，男）和登各蘭（Dengeran），他們是出生於位在生出竹生系統始祖的竹子旁邊的石頭裡，他們在結婚後生下西哈西浩、勒碧勒碧（Rebirebi，女）和妲阿達（Taata，女），西哈西浩和勒碧勒碧結婚後生下菈希菈絲（Rasiras，女）、巴姑利樣（Paguliyan，女）、丁布幹（Tinbungan，男）、卡拉姆妲（Kalamudan），後來他們互相結婚生子，成為知本社的祖先。
另外，石生家系的後代也成為了其他部落的始祖，例如：
| 名字                                                                                          | 部落                                        | 關係                                                             | 注釋 |
| --------------------------------------------------------------------------------------------- | ------------------------------------------- | ---------------------------------------------------------------- | --- |
| 希奈幹（Sinaygan，女）、姆娃蓋（Muwakay，女）、姆達勒盎（Mudaleang，男）、辜利巫（Guliw，男） | 利嘉部落                                    | 巴姑利樣和丁布幹的孩子                                           | 希奈幹和姆娃蓋分別招贅達魯瑪克部落的布魯幹（Burungan）和拉布爾（Rabur）為夫                                           |
| 妲娜瓦絲（Tanawas）                                                                           | 太麻里部落（Tjavualji，位於台東縣太麻里鄉） | 卡拉姆妲的兒子達理岸（Dalian）和巴姑利樣的女兒庫辜（Kugu）的女兒 | 招贅竹生系統的伊姆奈（Imunay）                                                                                        |
| 蘇拉尬（Sulagar）、杜姑（Tuku）                                                               | 射馬干部落                                  | 楞楞岸和登各蘭的玄孫                                             | 另有說法認為杜姑是西哈西浩的姊姊，因姊弟失和而出走，並招贅舊高燕部落（Padain，位於屏東縣瑪家鄉）的青年馬拉斯（malas） |
| 匏寧（Pawnin，男）                                                                            | 下賓朗部落                                  | 卡拉姆妲和丈夫馬勞比滴（Maraupit）的兒子                         | 當地另有口傳認為祖先主要是從南王部落來的                                                                              |

另外，上賓朗部落（Alripay，位於台東縣卑南鄉）和Bunubunun社等部落是從利嘉部落所分支出來的。

#### 逸事
據說菈希菈絲和丁布幹曾前往麥達帶（maydatar，南王部落舊社）求取稻種和祈禱用的檳榔，相關的時序和祭典時間也都跟南王部落一樣，但之後因故改變，導致雙方日後交惡。